# 522 a.C.
Il 522 a.C. (DXXII a.C. in numeri romani) è un anno  del VI secolo a.C.

## Eventi
- Dario I succede a Cambise II alla guida dell'Impero persiano.

## Nati
- Daurise, generale persiano († 496 a.C.)

## Morti
- Cambise II di Persia, re persiano
- Policrate, greco antico (n. 574 a.C.)
- Pressaspe, generale persiano
- Assina, sovrano elamico